# Niżnia Zawiesista Turnia

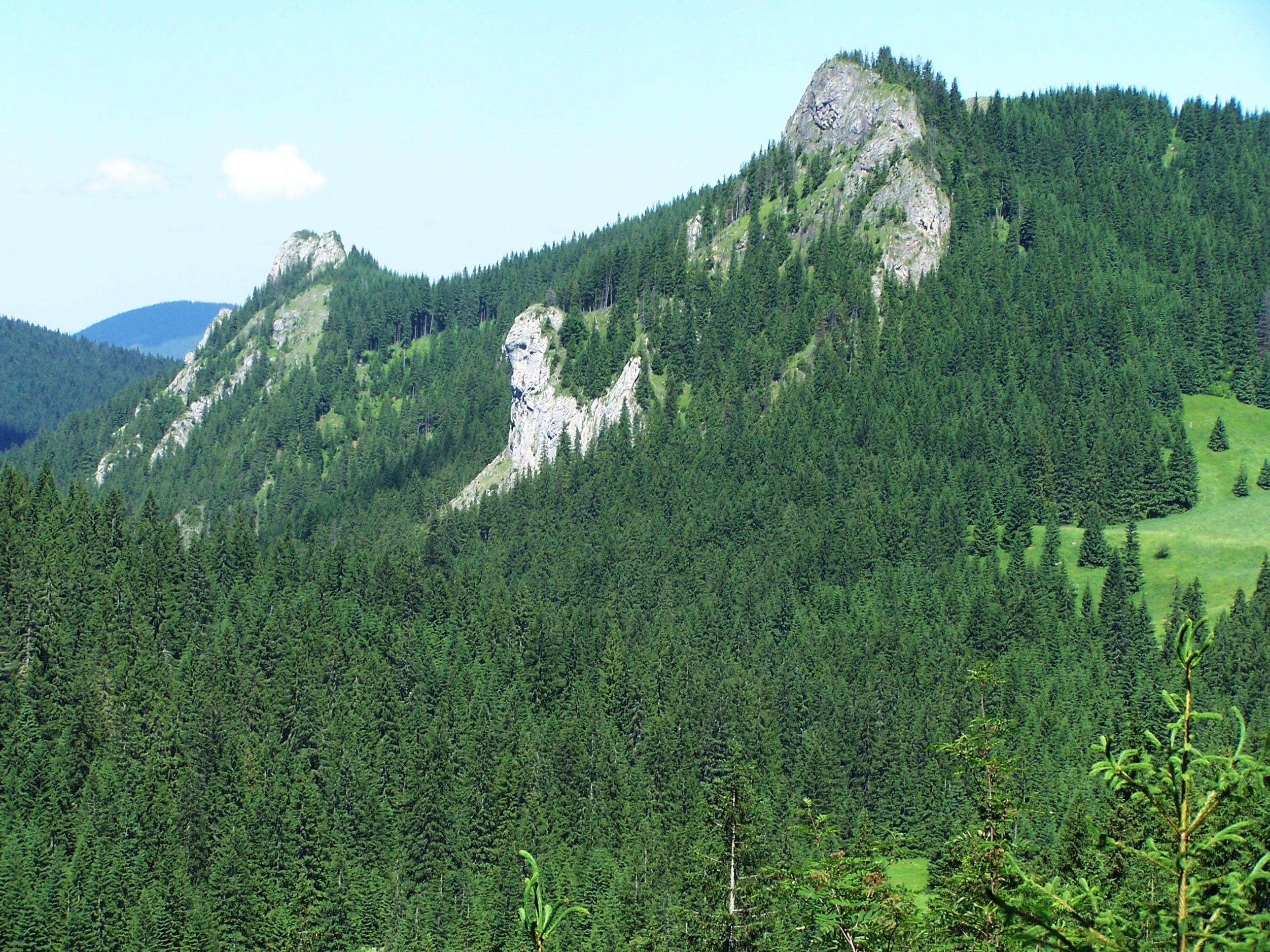
Od lewej: Kończysta Turnia, Niżnia Zawiesista Turnia i Zawiesista Turnia

Niżnia Zawiesista Turnia (1209 m n.p.m.) – wapienna turnia wznosząca się w Dolinie Miętusiej (odgałęzienie Doliny Kościeliskiej w Tatrach Zachodnich). Znajduje się poniżej Zawiesistej Turni (1296 m) i jest połączona z nią lesistym grzbietem. Na grzbiecie tym, tuż za wierzchołkiem Niżniej Zawiesistej Turni, znajduje się niewielkie siodełko (1205 m).
Na Niżnią Zawiesistą Turnię łatwo można dostać się tylko od północnej strony, od góry. Na pozostałe strony opada ścianami. Ściana południowa opada do Ścieżki nad Reglami nieco poniżej Miętusiej Polany. Ma wysokość około 70 m, a jej górna część jest przewieszona i tworzy charakterystyczne wybrzuszenie. Na siodełko po północnej stronie turni można bez trudności wejść stromym stokiem od Ścieżki pod Reglami (omijając z jednej lub drugiej strony ściany turni). Można też wejść na szczyt turni lewym kominem południowo-zachodniej ściany. Jest to jednak już wejście wspinaczkowe z dwoma pełnymi wyciągami. Pierwsze przejście: Magda Lipińska i Ryszard Malczyk 4 października 1982 (IV – VI+ stopień trudności w skali UIAA).
Pierwotnie turnia była nazywana przez miejscowych górali Zawiesistą z powodu swojego charakterystycznego, wybrzuszonego kształtu. W roku 1934 w wyniku pomyłki kartograficznej nazwa Zawiesista Turnia przewędrowała na sąsiednie wzniesienie 1296 m (dawniej Zadnia Kończysta lub Eljaszowa Turnia).